# Gavina de Delaware
La gavina de Delaware 
(Larus delawarensis) és una espècie d'ocell de la família dels làrids (Laridae). L'estiu habita costes, badies, rius, llacs, estanys i camps de la meitat sud del Canadà, des de la Columbia Britànica cap a l'est fins a Terranova, i el nord dels Estats Units. Passa l'hivern més cap al sud, als Estats Units, Mèxic i les illes del Carib.
Aquesta espècie accidental a Europa i amb escasses cites a la zona mediterrània, es va observar regularment al port de Borriana.